# エンマクワガタ属
エンマクワガタ属(エンマクワガタぞく、Auxicerus)は昆虫綱・甲虫目・クワガタムシ科に属する分類群。インカクワガタ属とも呼ばれているが、こちらはIncadorcusという全く別属のクワガタを示すことが多い。

## 形態
本属はほとんど2cm未満の小型クワガタムシである。触角の片状節は3本、雌雄共に背側に粉の様な構造を持ち、模様を構成する。最大の特徴としてオスは角の様に大きく発達した複眼突起を持ち、頭部全体がVの字形になること。大アゴの形はシワバネクワガタ属と似ていて、付け根が中央に集約するのも特徴である。

## 分布
本属は南アメリカのボリビアとペルーに分布する。

## 分類
以下4種が知られる
- アエチオプスエンマクワガタ A. aethiops Jakowlew

ペルー・ボリビア（コチャバンバ）
- マグニプンクタートゥスエンマクワガタ A. magnipunctatus Perger, Grossi et Guerra

ボリビア。2017年で新たに記載された種。他種より複眼突起は鈍く；触角の片状節はより集約する。
- ムルティコロールエンマクワガタ A. multicolor Boileau

ボリビア（ラパス・ユンガス地方）
- エンマクワガタ A. platyceps Waterhouse

ペルー・ボリビア（コチャバンバ）